# Jan Fornasini
Jan Fornasini, właśc. Giovanni Fornasini (ur. 23 lutego 1915 w Lizzano in Belvedere, zm. 13 października 1944 w Marzabotto) – włoski duchowny, męczennik, błogosławiony Kościoła katolickiego.

## Życiorys
Był synem Angela, który zajmował się wypalaniem węgla drzewnego i Marii Gucci. Miał też starszego brata Luigiego. Został ochrzczony następnego dnia po narodzinach w kościele parafialnym pw. św. Joachima i Anny w Pianaccio. W księdze chrztów figurował także pod imieniem Remus. 
Podczas I wojny światowej jego ojciec został ranny i w 1925 Giovanni wraz z rodziną przeniósł się do Bagni della Porretta. Tutaj jego ojciec pracował jako listonosz. Giovanni uczęszczał do miejscowej szkoły, lecz jej nie ukończył. Według pewnych dokumentów otrzymał posadę windziarza w bolońskim Grand Hotelu. Tam służył również do mszy św. i z powodu wysokiego wzrostu ubierał krótką komżę, gdyż nie mógł znaleźć szaty liturgicznej w odpowiednim rozmiarze.
W 1931 po tym jak zrodziło się w nim powołanie kapłańskie wstąpił do seminarium duchownego w Borgo Capanne. Po roku placówka została zamknięta i wszystkich kleryków przeniesiono najpierw do seminarium arcybiskupiego, a następnie do Papieskiego w Bolonii. Tam 28 czerwca 1942 w bazylice św. Petroniusza Giovanni przyjął święcenia kapłańskie. 
Jako subdiakon pomagał ks. Giovanniemu Rodzie w prowadzeniu w Sperticano koło Marzabotto w prowincji Bolonii niewielkiej parafii liczącej ok. 400 wiernych. Pracował tam jako wikariusz. 27 września 1942 został następcą ks. Giovanniego Roda, który zmarł 20 lipca.
W czasie swojej służby w parafii w Sperticano pomagał biednym i ubogim m.in. urządzał schroniska w przykościelnych pomieszczeniach oraz ze zbombardowanych domów. 
Zginął śmiercią męczeńską 13 października 1944. Dzień wcześniej uratował młodą dziewczynę przed planowanym przez żołnierzy nazistowskich próby gwałtu, po czym rozpoznając sprawcę tego czynu. Ten zaś zauważając kapłana, który szedł na szczyt wzgórza z olejami świętymi i wodą święconą, wyciągnął pistolet i zastrzelił go celując w głowę. Ciało znaleziono po kilku dniach, zaś pogrzeb odbył się dopiero 24 kwietnia 1945.
19 maja 1950 został pośmiertnie odznaczony przez prezydenta Włoch Luigi Einaudiego Złotym Medalem za Męstwo Wojskowe.
21 stycznia 2021 papież Franciszek podpisał dekret o jego męczeństwie, co otworzyło drogę do jego beatyfikacji. 26 września 2021 w bazylice katedralnej św. Petroniusza w Bolonii prefekt Kongregacji Spraw Kanonizacyjnych kard. Marcello Semeraro dokonał w imieniu papieża Franciszka jego beatyfikacji i ogłosił jego błogosławionym.
Jego wspomnienie liturgiczne zostało wyznaczone na dzień 13 października.